# Giacomo Quagliata
Giacomo Quagliata (Palermo, 19 de febrero de 2000) es futbolista italiano que juega de defensa en el R. C. Deportivo de La Coruña de la Segunda División de España.

## Trayectoria
Jugó en la juveniles del Pro Vercelli, en verano de 2018 es cedido al Latina Calcio 1932, pero inicios del 2019 se interrumpió la cesión y es cedido al S. S. C. Bari, en el equipo biancorosso ganó la promoción a la Serie C.
Regreso al Vercelli bajo las órdenes de Alberto Gilardino.
En 2020 fichó por el Heracles Almelo jugó en total 58 partidos y anotó un gol, tras el descenso del equipo neerlandés es fichado por el 
U. S. Cremonese.
En enero de 2025 fue cedido a la U. S. Catanzaro 1929 y en julio se unió al R. C. Deportivo de La Coruña con un contrato hasta junio de 2028.

## Clubes
| Club                          | País         | Año       |
| ----------------------------- | ------------ | --------- |
| Pro Vercelli                  | Italia       | 2018-2020 |
| Latina Calcio 1932 (cedido)   | Italia       | 2018-2019 |
| S. S. C. Bari Calcio (cedido) | Italia       | 2019      |
| Heracles Almelo               | Países Bajos | 2020-2022 |
| U. S. Cremonese               | Italia       | 2022-2025 |
| U. S. Catanzaro 1929 (cedido) | Italia       | 2025      |
| R. C. Deportivo de La Coruña  | España       | 2025-act. |